# Аваре
Аваре (фр. Avaray) насеље је и општина у централној Француској у региону Центар (регион), у департману Лоар и Шер која припада префектури Блоа.
По подацима из 2011. године у општини је живело 716 становника, а густина насељености је износила 51,59 становника/km². Општина се простире на површини од 13,88 km². Налази се на средњој надморској висини од 106 метара (максималној 118 m, а минималној 75 m).

## Демографија
| 1962. | 1968. | 1975. | 1982. | 1990. | 1999. | 2011. |
| ----- | ----- | ----- | ----- | ----- | ----- | ----- |
| 397   | 491   | 466   | 481   | 514   | 577   | 716   |

График промене броја становника у току последњих година